# ソーキップ岳
ソーキップ岳（ソーキップだけ）は、北海道の標津郡標津町と標津郡中標津町の2町にまたがる標高1,026mの山である。

## 概要
知床連峰の西側、俣落岳と武佐岳の間に位置し、中標津町側に伸びる尾根にはクテクンベツ岳が聳える。
山名は標津町側を流れる忠類川支流のソウキップカオマナイ川に由来するとされ、アイヌ語で「so-kipka-oma-nay（滝・の上・そこにある・川）」を意味すると考えられている。

## 登山
登山道はないため主に残雪期に登られる。主なルートは俣落川本流林道から俣落岳を経て山頂へ至るルート、もしくは忠類川から登り始め山頂西側から北に伸びる尾根を登って山頂へ至るルートである。俣落岳・クテクンベツ岳と併せて登られることが多い。